# Café Hawelka

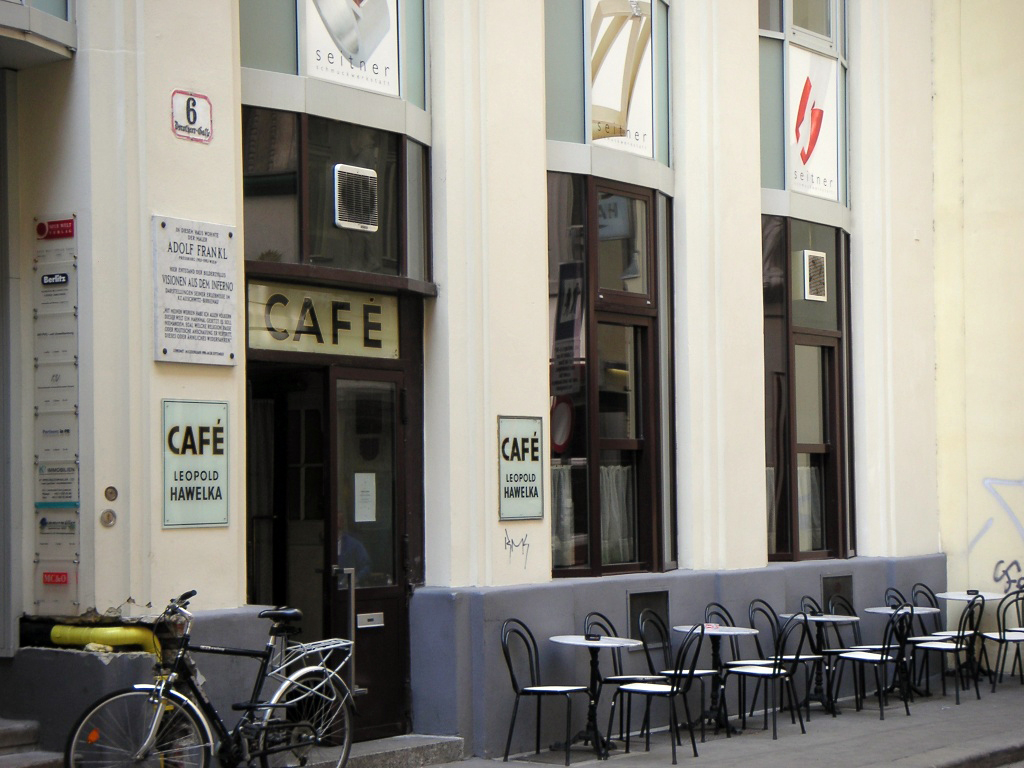
Vstup do kavárny

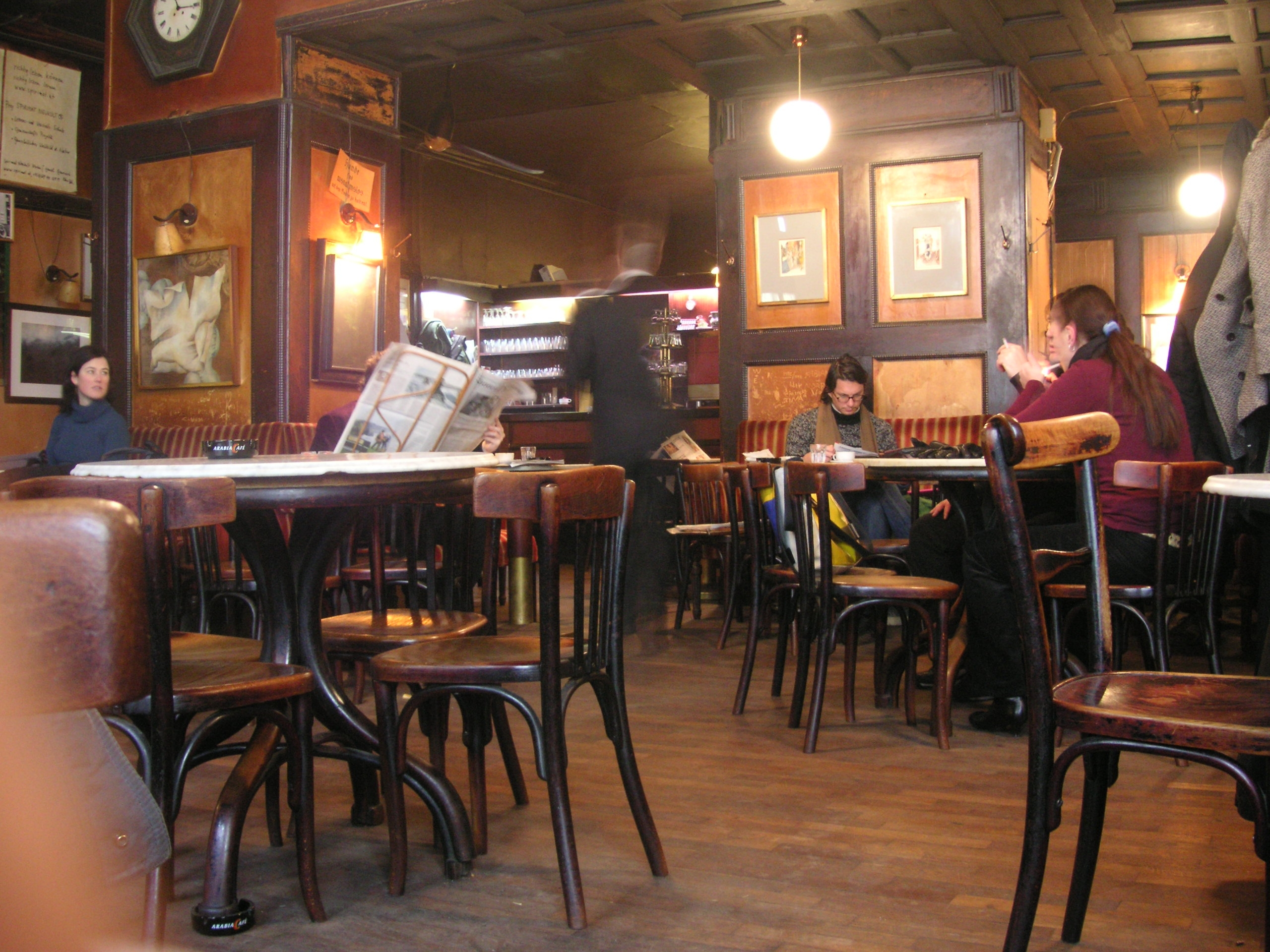
Interiér

Café Hawelka je slavná kavárna ve Vídni, která se nachází na Dorotheergasse 6, v postranní uličce nedaleko třídy Am Graben. Na rozdíl od slavných kaváren belle époque získala perifernější a komornější atmosféru, jíž proslula. Založena byla roku 1936 manžely Hawelkovými.
V místě, které si roku 1936 manželé pronajali, byla předtím nepříliš úspěšná kavárna Café Ludwig a ještě předtím první moderní vídeňský bar Chatam-Bar, jenž vznikl roku 1912. Leopold Hawelka byl českého původu, jeho otec se narodil v moravském  Jáchymově. Josefine Hawelková, rodným jménem Danzbergerová, dala kavárně domácký ráz a sortiment neobvyklý v jiných vídeňských kavárnách, její specialitou byly zejména povidlové buchty. Dlouho bylo typickým rysem kavárny také to, že káva nebyla připravována v kávovaru, ale Josefine Hawelková ji vařila v prosté konvici na kamnech, ve kterých se topilo dřevem. V roce 1939 museli manželé kavárnu zavřít, neboť Leopold narukoval do války. Roku 1945 byl provoz znovu obnoven, bez nějakých úprav, neboť bombardování jako zázrakem kavárnu nepoškodilo, ačkoli okolní domy byly zdevastované. V 50. letech si kavárnu oblíbili někteří spisovatelé jako Friedrich Torberg nebo Heimito von Doderer. Hawelkovi se rozhodli, navzdory dobovým komerčním tlakům, ponechat kavárnu v původní podobě, včetně lehce zašlého vybavení (typické thonetky i křesla) a právě „retro atmosféra“ z ní v 60. letech udělala oblíbené místo vídeňských umělců – na konci 60. let do ní chodili výtvarníci Friedensreich Hundertwasser a Ernst Fuchs, herec a kabaretiér Helmut Qualtinger, dirigent Nikolaus Harnoncourt nebo zpěvák Georg Danzer, který posléze proslul jako člen kapely Austria3 a o kavárně složil i jednu svou píseň nazvanou Jö schau, inspirovanou vystoupením Marcela Houfa. Hundertwasser kavárně daroval několik obrazů (dle legendy: když neměl na zaplacení), které visí dosud na stěnách. Tito umělci pak rozšířili slávu kavárny i za hranice, takže jí v 70. a 80. letech navštívili například Henry Miller, Arthur Miller, Andy Warhol, Günter Grass, Elias Canetti nebo Grace Kellyová. Proslulou postavou kavárny se stal její majitel Leopold, který se dožil sta let a do poslední chvíle kavárnu navštěvoval a kontroloval kvalitu kávy (tradiční vídeňská melange) a buchet – vždy v elegantním obleku, motýlku a se špacírkou. Pečení buchet převzal po své matce syn Günter, který se zároveň vyučil cukrářem, ovšem podávají se již jen jako specialita po deváté večer. Kavárna je rovněž typická tím, že nenabízí jídelní a nápojový lístek, ale host si vybírá z tabule na zdi, kde je menu napsané křídou. Tradicí podniku je rovněž to, že po objednání čehokoli je možno v kavárně sedět jakkoli dlouho bez dalšího objednání. Má otevřeno do dvou v noci a zavíracím dnem je úterý.